# Gábor Mátray
Gábor Mátray, właśc. József Róthkrepf (ur. 23 listopada 1797 w Nagykáta, zm. 17 lipca 1875 w Budapeszcie) – węgierski pisarz muzyczny, kompozytor i pedagog.

## Życiorys
Muzyki początkowo uczył się u ojca, nauczyciela w Nagykáta. Później studiował prawo w Peszcie. W latach 1816–1817 był prawnikiem hrabiego Simona Prónay, następnie od 1817 do 1830 roku zatrudniony był u księcia Lajosa Széchényi w Wiedniu. Po powrocie do Pesztu wydawał w latach 1833–1841 czasopisma „Regélő” i „Honművész”. W 1833 roku został przyjęty na członka Węgierskiej Akademii Nauk. Od 1837 roku był dyrektorem Teatru Narodowego w Budapeszcie, skomponował utwór chóralny Rémalakok karéneke na uroczystość jego inauguracji. Od 1840 roku kierował szkołą muzyczną Towarzystwa Muzycznego w Peszcie. W latach 1846–1875 pełnił ponadto funkcję dyrektora Węgierskiej Biblioteki Narodowej.
Publikował artykuły na temat ludowej muzyki węgierskiej, serbskiej, tureckiej i cygańskiej, wydawał zbiory ludowych pieśni i tańców. W swoich kompozycjach wykorzystywał elementy węgierskiego folkloru muzycznego. Jego muzyka do sztuki Istvána Baloga Csernyi György z 1812 roku jest jednym z najstarszych zachowanych utworów operowych na Węgrzech. Jest autorem pierwszej przeglądowej historii muzyki napisanej w języku węgierskim (1828–1832).